# Amor en la puerta de al lado
Amor en la puerta de al lado (en hangul, 엄마친구아들; McCune-Reischauer, Ŏmmach'in'guadŭl; literalmente, «El hijo de la amiga de mamá») es una serie de televisión surcoreana escrita por Shin Ha-eun, dirigida por Yoo Je-won y protagonizada por Jung Hae-in, Jung So-min, Kim Ji-eun y Yoon Ji-on. Se emitió en tvN desde el 17 de agosto hasta el 6 de octubre de 2024, en horario de sábados y domingos a las 21:20 (hora local coreana).

## Sinopsis
Bae Seok-ryoo es una mujer que intenta reiniciar una vida con la que está insatisfecha y Choi Seung-hyo es el hijo de la amiga de su madre, que conoce muy bien su infancia y también arrastra una complicada historia.

## Reparto

### Principal
- Jung Hae-in como Choi Seung-hyo, el hijo de la amiga de la madre de Seok-ryoo. Trabaja como director ejecutivo del estudio de arquitectura AteIn y es el arquitecto joven más destacado del mundo de la arquitectura coreana. Es querido por todos porque es perfecto no solo en sus habilidades sino también en apariencia y personalidad. El único pasado vergonzoso en su vida es Seok-ryoo.[3][4]
- Jung So-min como Bae Seok-ryoo, exgerente de producto de un conglomerado global llamado Greid. Nunca le había ido mal desde que era joven, siempre quedando en primer lugar cuando realizaba un examen. Apasionada y llena de energía por naturaleza, entró en un conglomerado global. Pero de repente, debido a un incidente, deja la empresa y queda desempleada, de modo que regresa a su ciudad natal para reiniciar su vida.[5][6][7]
- Kim Ji-eun como Jung Mo-eum, amiga de la infancia de Seok-ryoo y Seung-hyo. Como parte de los tres mosqueteros, conoce la compleja historia de los dos mejor que nadie. Es una paramédica del servicio de emergencias rebosante de pasión y justicia, que cree que el ADN del héroe fluye dentro de su cuerpo. Desde la infancia, ha soñado con ser una heroína, por lo que se enorgullece de salvar vidas de personas.[1][8][9]
- Yoon Ji-on como Kang Dan-ho, un periodista de asuntos sociales con una personalidad afable, que destaca por su carácter amigable y tranquilo pero atesora fuertes convicciones y un gran sentido de la responsabilidad como reportero. Se enfrenta a cambios inesperados cuando se muda de casa y se convierte en vecino de Mo-eum.[1][10][11]

### Secundario

#### Familia de Seok-ryoo
- Park Ji-young como Na Mi-sook, la madre de Seok-ryoo, que tiene una personalidad directa y reservada pero tiene un corazón sincero para su hija.[1][12][13]
- Cho Han-cheol como Bae Geun-shik, el padre de Seok-ryoo, que dirige un pequeño restaurante de comida rápida en el barrio.[1][12]
- Lee Seung-hyup como Bae Dong-jin, el hermano menor de Seok-ryoo, que sueña con convertirse en entrenador de salud.[1][12][14]

#### Familia de Seung-hyo
- Jang Young-nam como Seo Hye-sook, la madre de Seung-hyo, jefa del departamento de África en el Ministerio de Asuntos Exteriores y ama su trabajo.[1][12]
- Lee Seung-joon como Choi Kyung-jong, el padre de Seung-hyo, un profesor de medicina de emergencia, de apariencia seria y tranquila.[1][12]

#### Familia de Mo-eum
- Kim Geum-soon como Do Jae-sook, la madre de Mo-eum, una solucionadora de problemas local.[1][12]

#### Estudio de arquitectura Atelier In
- Jeon Seok-ho como Yoon Myung-woo, el codirector ejecutivo de Atelier In y compañero de estudios universitarios sénior de Seung-hyo.[1][12]
- Shim So-young como Lee Na-yoon, una empleada de Atelier In que está enamorada de Seung-hyo.[1][12][15]
- Hong Yoon-soo como Park Hyung-chan, empleado de Atelier In.
- Bang So-min como Han Jung-min, empleado de Atelier In.

#### Hermanas Ssuk
- Han Ye-joo como Bang In-sook, quien tiene mucha sensibilidad e ira interior. Es miembro de las Hermanas Ssuk, un grupo de amigas formado por Mi-sook, Hye-sook, Jae-sook e In-sook.[1][12]

#### Otros
- Yoo Ji-wang como Ko Seul-gi, propietario del gimnasio Hyereung.
- Lee Ji-hae como Hwang Young-in, superior de Dan-ho, es la jefa del departamento de asuntos sociales de Chungwoo Ilbo, que no escatima esfuerzos para brindar afectuosos consejos y apoyo a Dan-ho.[16]
- Lee Si-hyun como Park Jung-woo, amigo de la infancia de Seung-hyo y paramédico del Centro de Seguridad Hyereung 119.[17]
- Oh Ji-hye como Yoo Jin-ae, actual directora de la escuela secundaria Hyereung y antigua profesora de Seok-ryoo, Seung-hyo y Mo-eum.

### Apariciones especiales
- Noh Yoon-seo como ella misma (episodio 1).[18]
- Lee Bong-ryun como Im Kyung-ran, una celebrante en el memorial Park (episodio 1).[19]
- Seo Ji-hye como Jang Tae-hee, la exnovia de Seung-hyo.[20]

## Producción y promoción
Amor en la puerta de al lado es una producción de Studio Dragon y Demodori; el guion está escrito por Shin Ha-eun, y el director es Yoo Je-won, quien dirigió también dos series de éxito como El amor es como el chachachá (2021) y Curso intensivo de amor (2023), ambas para el mismo canal tvN. En la primera de ellas el guion fue también de Shin Ha-eun. El 3 y el 30 de noviembre de 2023 las agencias de Jung Hae-in y Jung So-min anunciaron que habían recibido una oferta para actuar en la serie; en el sucesivo mes de diciembre se confirmó su participación. Para Jung Hae-in se trata de su primera comedia romántica, tras diez años desde su debut.
El 13 de marzo de 2024 tvN confirmó la producción y anunció los nombres del reparto completo. El 10 de julio se difundieron imágenes de la lectura del guion.

## Banda sonora original
| Parte | Fecha de publicación                                                                 | Título                                                                               | Letra                                                                                | Música                                                                               | Artista                                                                              | Dur.                                                                                 | Ref.                                                                                 |
| ----- | ------------------------------------------------------------------------------------ | ------------------------------------------------------------------------------------ | ------------------------------------------------------------------------------------ | ------------------------------------------------------------------------------------ | ------------------------------------------------------------------------------------ | ------------------------------------------------------------------------------------ | ------------------------------------------------------------------------------------ |
| 1     | 18 de agosto de 2024                                                                 | 어떤 날이라도 우리 («Cualquier día nosotros»)                                        | Muzie, Jeon Chae-eon                                                                 | Muzie, Space Cowboy, Jade, Jeon Chae-eon                                             | Muzie                                                                                | 4:11                                                                                 | [ 27 ] [ 28 ]                                                                        |
| 2     | 1 de septiembre de 2024                                                              | «What are We?»                                                                       | Ogi (Galatika*)                                                                      | Whyminsu, Okhan Uenver                                                               | Ha Sung-woon                                                                         | 3:37                                                                                 | [ 29 ]                                                                               |
| 3     | 8 de septiembre de 2024                                                              | 내일의 너에게 닿기를 («Alcanzándote»)                                                | Flum3n, Iris (MonoTree)                                                              | Flum3n, Iris, Sam Carter (MonoTree), Chegim                                          | Zerobaseone                                                                          | 3:25                                                                                 | [ 30 ]                                                                               |
| 4     | 15 de septiembre de 2024                                                             | 담 («Muro»)                                                                          | Lee Hyun Kim                                                                         | Lee Hyun Kim                                                                         | Kwon Jin-ah                                                                          | 3:59                                                                                 | [ 31 ]                                                                               |
| 5     | 21 de septiembre de 2024                                                             | 나의 밤 («Mi noche»)                                                                 | Kinsha, AllThou                                                                      | AllThou, Suhyun Kim                                                                  | Wonstein                                                                             | 3:38                                                                                 | [ 32 ]                                                                               |
| 6     | 29 de septiembre de 2024                                                             | 환상 («Fantasía»)                                                                    | Yuki, Park Sol                                                                       | Yuki, Jeong So-ri, Park Sol                                                          | An Da-eun                                                                            | 3:20                                                                                 | [ 33 ]                                                                               |
| 7     | 5 de octubre de 2024                                                                 | 꺼내지 못한 말 («Palabras que no pude decir»)                                        | Han Seong-ho                                                                         | Han Seong-ho, Lee Hyun-seung, Kim Moon (Room 01)                                     | Jung Hae-in                                                                          | 3:47                                                                                 | [ 34 ]                                                                               |
| Notas | Las canciones de la banda sonora tienen una versión instrumental de igual duración . | Las canciones de la banda sonora tienen una versión instrumental de igual duración . | Las canciones de la banda sonora tienen una versión instrumental de igual duración . | Las canciones de la banda sonora tienen una versión instrumental de igual duración . | Las canciones de la banda sonora tienen una versión instrumental de igual duración . | Las canciones de la banda sonora tienen una versión instrumental de igual duración . | Las canciones de la banda sonora tienen una versión instrumental de igual duración . |

A principios de octubre de 2024 el cantante Baek Ye-rin planteó sus sospechas de plagio del tema musical What are We?, la segunda parte de la banda sonora de la serie. Ha Sung-woon, intérprete de la canción, se desmarcó rápidamente de la controversia comunicando que él solo había particicpado como cantante sin intervenir en letra, música o arreglos.

## Audiencia
En la semana del 19 al 25 de agosto, la serie ocupó el segundo lugar entre los programas más vistos de Netflix, excluidos los de habla inglesa, con tres millones de visitas y casi quince millones de horas de visualización. En su primera semana, del 12 al 18 de agosto, había ocupado la quinta posición, con 1,1 millones de visitas.

En el ámbito nacional, comenzó con un 4,9 % de audiencia y tocó el 6,6 % en el cuarto episodio.
| Temporada | Temporada | Episodio número | Episodio número | Episodio número | Episodio número | Episodio número | Episodio número | Episodio número | Episodio número | Episodio número | Episodio número | Episodio número | Episodio número | Episodio número | Episodio número | Episodio número | Episodio número | Promedio |
| Temporada | Temporada | 1               | 2               | 3               | 4               | 5               | 6               | 7               | 8               | 9               | 10              | 11              | 12              | 13              | 14              | 15              | 16              | Promedio |
| --------- | --------- | --------------- | --------------- | --------------- | --------------- | --------------- | --------------- | --------------- | --------------- | --------------- | --------------- | --------------- | --------------- | --------------- | --------------- | --------------- | --------------- | -------- |
|           | 1         | 1.296           | 1.605           | 1.143           | 1.793           | 1.334           | 1.728           | 1.073           | 1.722           | 1.170           | 1.535           | 1.511           | 1.968           | 1.333           | 1.750           | 1.453           | 2.095           | 1.532    |

| Episodio | Fecha de emisión         | Índices de audiencia (Nielsen Korea) | Índices de audiencia (Nielsen Korea) |
| Episodio | Fecha de emisión         | Nacional                             | Seúl                                 |
| --- | ------------------------ | ------------------------------------ | ------------------------------------ |
| 1 | 17 de agosto de 2024     | 4,899 % (1.ª)                        | 5,854 % (1.ª)                        |
| 2 | 18 de agosto de 2024     | 5,977 % (1.ª)                        | 6,656 % (1.ª)                        |
| 3 | 24 de agosto de 2024     | 4,276 % (1.ª)                        | 4,789 % (1.ª)                        |
| 4 | 25 de agosto de 2024     | 6,581 % (1.ª)                        | 7,723 % (1.ª)                        |
| 5 | 31 de agosto de 2024     | 4,760 % (1.ª)                        | 5,249 % (1.ª)                        |
| 6 | 1 de septiembre de 2024  | 6,788 % (1.ª)                        | 7,627 % (1.ª)                        |
| 7 | 7 de septiembre de 2024  | 3,978 % (1.ª)                        | 4,426 % (1.ª)                        |
| 8 | 8 de septiembre de 2024  | 6,472 % (1.ª)                        | 7,489 % (1.ª)                        |
| 9 | 14 de septiembre de 2024 | 4,545 % (1.ª)                        | 5,254 % (1.ª)                        |
| 10 | 15 de septiembre de 2024 | 5,547 % (1.ª)                        | 5,678 % (1.ª)                        |
| 11 | 21 de septiembre de 2024 | 5,981 % (1.ª)                        | 6,515 % (1.ª)                        |
| 12 | 22 de septiembre de 2024 | 7,348 % (1.ª)                        | 8,270 % (1.ª)                        |
| 13 | 28 de septiembre de 2024 | 5,410 % (1.ª)                        | 5,857 % (1.ª)                        |
| 14 | 29 de septiembre de 2024 | 7,110 % (1.ª)                        | 8,179 % (1.ª)                        |
| 15 | 5 de octubre de 2024     | 6,065 % (1.ª)                        | 6,987 % (1.ª)                        |
| 16 | 6 de octubre de 2024     | 8,458 % (1.ª)                        | 9,469 % (1.ª)                        |
| Promedio | Promedio                 | 5,887 %                              | 6,596 %                              |
| - En la tabla superior, los números azules representan las calificaciones más bajas y los números rojos representan las más altas. - Esta serie se transmite en un canal de cable/televisión de pago, que normalmente tiene una audiencia menor respecto a las emisoras de televisión públicas/gratuitas (KBS, SBS, MBC y EBS). |                          |                                      |                                      |